# Ronde zakpijp
De ronde zakpijp (Molgula manhattensis) is een zakpijpensoort uit de familie van de Molgulidae. De wetenschappelijke naam van de soort werd in 1843 voor het eerst geldig gepubliceerd door de Engelse zoöloog James Ellsworth De Kay.

## Omschrijving
De ronde zakpijp is klein, bolvormig, bruingrijs van kleur, enigszins doorschijnend en voelt zacht en rubberachtig aan. Net als andere zakpijpen hebben ze twee sifons (ingaand en uitgaand), waardoor ze water halen voor ventilatie en filtervoeding, maar ook voor het vrijgeven van hun gameten. Ze zijn tweeslachtig en geven sperma en eieren af in het water voor externe bevruchting, dit in tegenstelling tot sommige andere soorten Molgula die levendbarend kunnen zijn (bijv. Molgula citrina). De mantel is bedekt met veel kleine vezels.

## Verspreiding
De ronde zakpijp is inheems aan de oostkust van de Verenigde Staten en in wateren rond Europa. De soort wordt tegenwoordig ook gevonden aan de westkust van de Verenigde Staten en in delen van Azië. Volwassenen dieren kunnen van bijna alles leven, waardoor ze zeer goed overleven in zeeën, hoewel ze de voorkeur geven aan beschermde wateren. De larven kunnen maar een paar dagen leven, tenzij ze zich hechten aan een harde ondergrond (vergelijkbaar met oesters en mosselen). Deze soort komt voor van de laagwaterlijn tot op maximum 90 meter diepte.
In België werd de ronde zakpijp voor het eerst waargenomen en gerapporteerd in het midden van de 19e eeuw in de haven van Oostende. Later vestigde de soort zich ook in de havens van Zeebrugge en Blankenberge. De soort zou hier terecht gekomen zijn door vasthechting op scheepsrompen.